# 維亞恰水庫
54°04′07″N 27°34′58″E / 54.06861°N 27.58278°E
維亞恰水庫是白俄羅斯的人工水庫，位於維亞恰河，距離首都明斯克19公里，由明斯克州負責管轄，長5.2公里、寬0.5公里，面積1.7平方公里，集水區面積108平方公里，湖岸線長度15.2公里，平均水深3米，最大水深8米。